# Zusamzell
Zusamzell ist ein Pfarrdorf und Ortsteil der Gemeinde Altenmünster im schwäbischen Landkreis Augsburg in Bayern.

## Geschichte
Bis 1803 stand Zusamzell unter der Ortsherrschaft des Domstifts Augsburg und wurde vom Obervogtamt Zusamaltheim verwaltet. 1862 bis 1929 gehörte die selbstständige Gemeinde Zusamzell zum Bezirksamt Zusmarshausen und ab 1929 zum Bezirksamt Wertingen, das ab 1939 als Landkreis Wertingen bezeichnet wurde. Im Zuge der Gebietsreform in Bayern wurde Zusamzell am 1. Juli 1972 dem Landkreis Augsburg (zunächst mit der Bezeichnung Landkreis Augsburg-West) zugeschlagen. Am 1. Mai 1978 erfolgte die Eingemeindung in die Gemeinde Altenmünster.

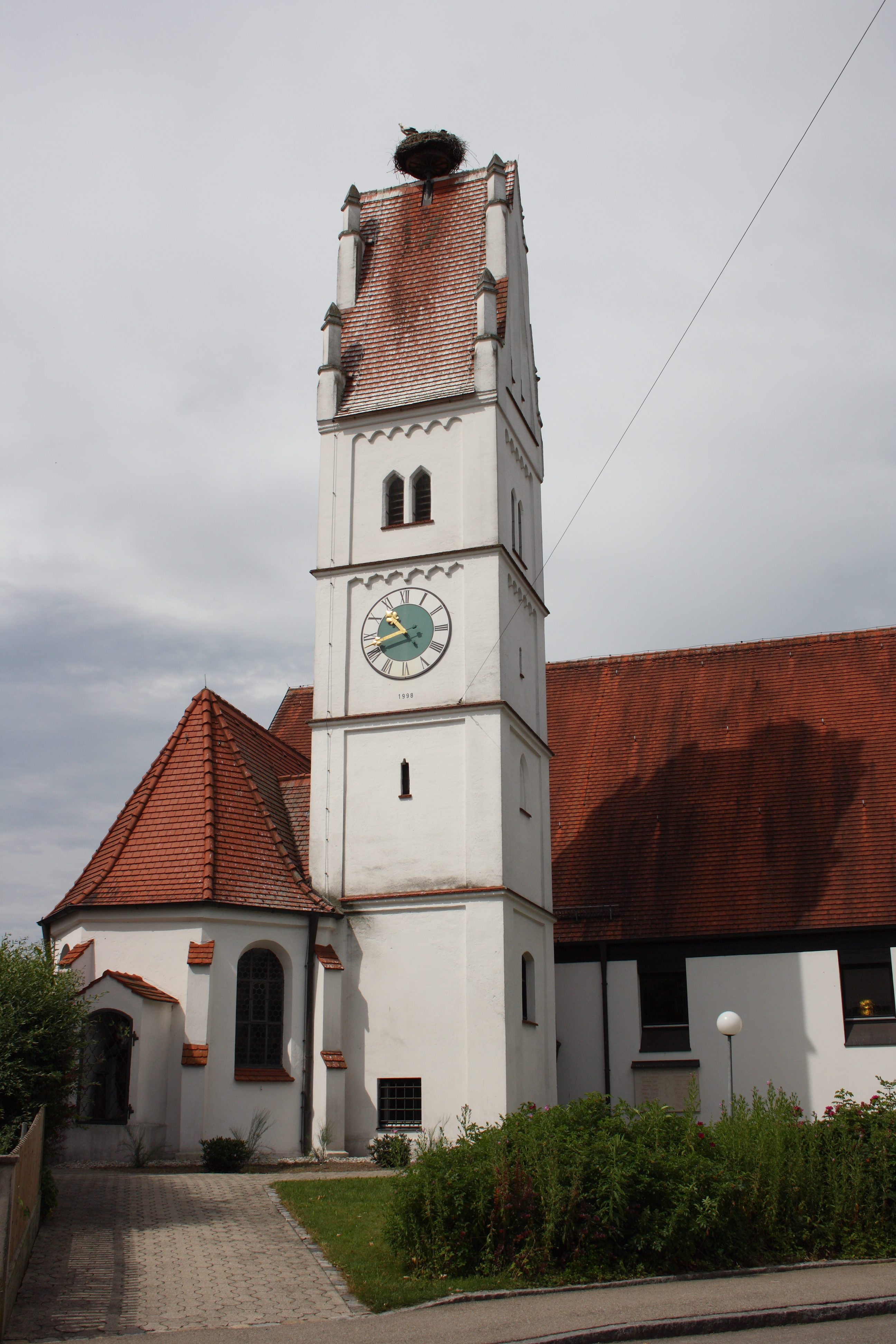
St. Nikolaus in Zusamzell

Die katholische Pfarrei Sankt Nikolaus in Zusamzell gehört zur Pfarreiengemeinschaft Altenmünster/Violau im Dekanat Augsburg-Land im Bistum Augsburg. Zur Pfarrei gehört auch die Einöde Weldishof.

## Baudenkmäler

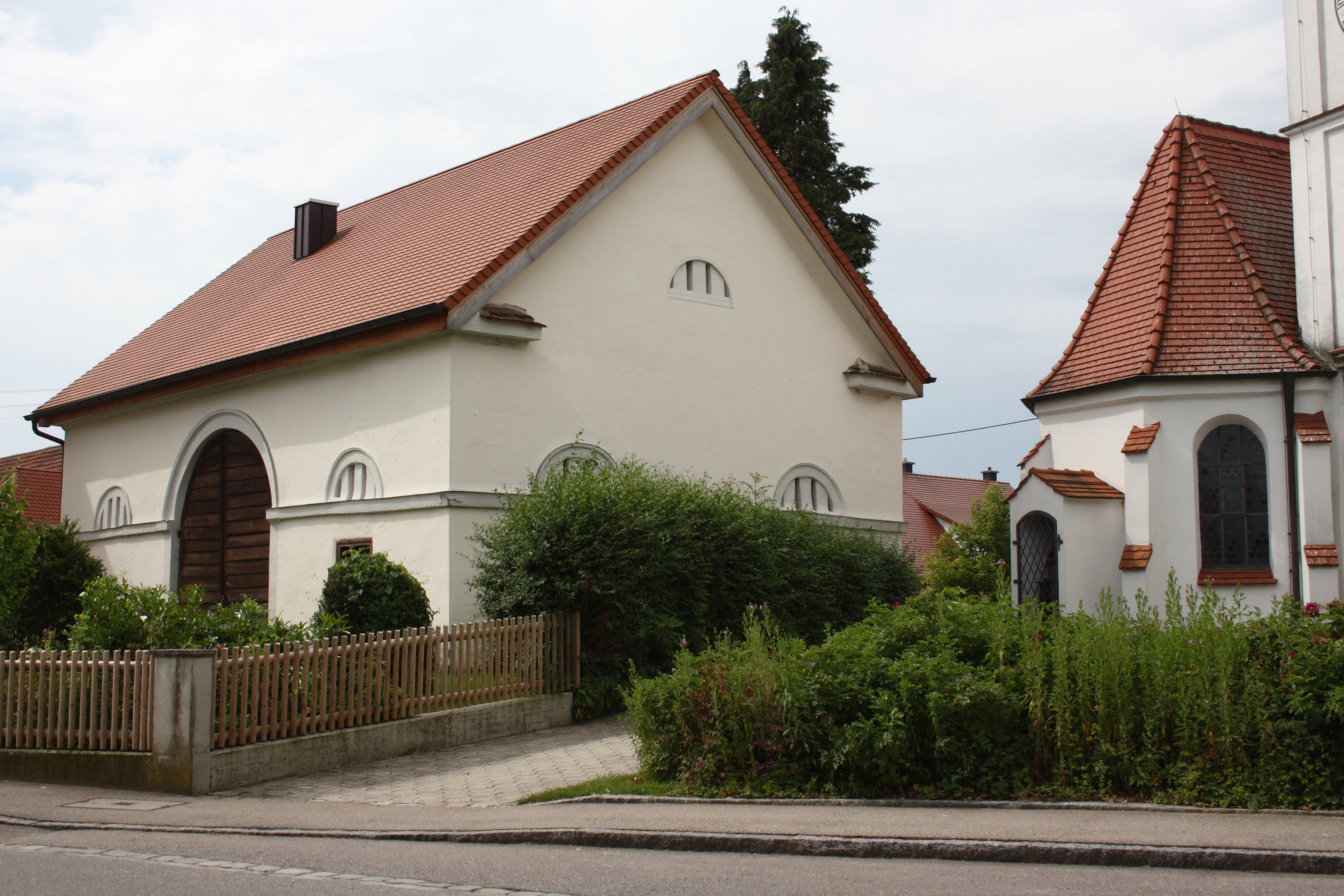
Pfarrstadel und Chor der spätgotischen Kirche St. Nikolaus

- Ehemaliger Chor der spätgotischen Kirche St. Nikolaus
- Pfarrstadel
- Feldkreuz

siehe Liste der Baudenkmäler in Zusamzell